# Dennis Hall
Dennis Hall (Milwaukee, Estados Unidos, 5 de febrero de 1971) es un deportista estadounidense retirado especialista en lucha grecorromana donde llegó a ser subcampeón olímpico en Atlanta 1996.

## Carrera deportiva
En los Juegos Olímpicos de 1996 celebrados en Atlanta ganó la medalla de plata en lucha grecorromana de pesos de hasta 57 kg, tras el luchador kazajo Yuriy Melnichenko (oro) y por delante del chino Sheng Zetian (bronce).